# Melchior Siegel junior
Melchior Siegel der Jüngere (geboren 1. Juli 1613 in Platten; begraben 16. Juli 1689 ebenda) war ein böhmischer Kommunalpolitiker und Kirchenwohltäter. Er war Stadtrichter, Ratsverwandter, Waagmeister und Berggeschworener von Platten.

## Leben
Melchior Siegel d. J. stammte aus der weitverzweigten Zinnschmelzersippe Siegel, die ursprünglich aus Eibenstock stammte. Seine Eltern waren der Zinnschmelzer und Stadtrichter Melchior Siegel d. Ä. (* 1590 in Platten; † 1658 ebenda) und dessen Ehefrau Maria. In der Zeit der Gegenreformation erklärte man am 10. Oktober 1653 ihn und andere Plattner Bürger für verbannt und des Landes Böhmen verwiesen. Er gehörte zu den ersten sieben Personen die auf den Fastenberge nach Sachsen "entwichen". Als Exulant war er Mitgründer von Johanngeorgenstadt, wo er sich auch zeitweise aufhielt, bis er vom Glauben "abfiel" nach Platten zurückkehrte und zum Katholizismus konvertierte. Friedrich Franke berichtet 1854 in seinen Aufzeichnungen:

„Unerfreulich in der Geschichte des aufblühenden Johanngeorgenstadt sind nur wenige Vorkommnisse. Hierher gehört vor allem, daß drei Exulanten um das Zeitlichen willen schnöde wieder abfielen: Hans Poppenberger, Melchior Siegel, Peter Kühne (Kuhn) [...].“

1662 wird er in den Matriken als Waagherr und Kirchenvorsteher genannt und 1664 als Ratsverwandter und Berggeschworener. 1674 bekleidete er das Amt des Stadtrichters. Als am 14. Mai 1672 der Kirchturm einstürzte ließ er aus eigenen Mitteln die alte Sakristei instand setzen und spendete der Kirche ein schwarzes Tuch, das in der Fastenzeit vor dem Altar hing. Die Kirchenchronik von Platten berichtet darüber:

„Anno 1672 den 14 May an einen Sonnabendt frühe umb 5 uhr ist der Kirchthurmb alhier eingefallen, Und weil die alte Sacrystey alles Zuschlagen Und Zerschmettert worden, Hat Herr Melchior Siegl. Junior. die Neue Sacrystey neben den Beichtstul, Von den seine, der Kirchen zum gedechtnüß machen Laßen. Gott gebe ihm die Ewige Seeligkeit dafür: Amen. Mehrer, Hat Hr Melchior Siegl, der Zeit Richter, ein schwartzes Tuch, welches mann zur fasten zeit Vor den altar Hengt, Von den seinen der Kirchen Verehret“

Er starb im Jahre 1689 im Alter von 75 Jahren. Für ihn wurde ein gesunges Seelenamt gehalten. Sein Bruder war der Bürger und Schuhmacher Samuel Siegel, der ebenfalls nach Johanngeorgenstadt exulierte.

## Familie
Melchior Siegel heiratete in erster Ehe 1636 in Neudek Barbara Auerswalt und in zweiter Ehe 1650 in Platten Catharina Beer. Aus der ersten Ehe sind folgende Kinder bekannt:
- Magdalena (* 1639 in Platten; † 1691 in Johanngeorgenstadt) ⚭ 1662 Christoph Weber (1639–1687), Bergmann in Johanngeorgenstadt
- Maria (* 1642 in Platten)
- Barbara (* 1646 in Platten)